# Crayfish
Crayfish war eine Rockband aus Frankfurt am Main.

## Geschichte
Die Band Crayfish entstand 2001 als Schulband in Langen in der Nähe von Frankfurt am Main. Ihren ersten Auftritt hatte sie am 11. Juni 2001. Crayfish bestand zunächst aus Julian Emmerich (Gesang), Moritz Maier (Gitarre & Gesang), Patrik Westphal (Gitarre & Gesang), Dominik Westphal (E-Bass) und Marcel Schweer (Schlagzeug). 2008 verließ Julian Emmerich die Band, als neuer Sänger stieg Fabian Fink ein.
Überregionale Bekanntheit erreichte die Band im Februar 2009, als sie bei The Dome in der TUI Arena in Hannover vor 11.000 Menschen auftrat. Dort wurde die erste Single-Auskopplung „Watching Me“ live vorgestellt. Der Song schaffte es dann später auch auf den The Dome Vol. 50 LE Sampler (Universal Music). Es folgten zahlreiche weitere Konzerte vor fünfstelligen Zuschauerzahlen. Im April 2009 kam das Debüt-Album „Keep On Keepin’ On“ in Deutschland, Österreich und der Schweiz in den Handel. Die Band hat einen Fanclub in Japan und tourte durch Deutschland. 2013 löste die Band sich auf.

## Karriere
2001–2004Sonic Boom
In den ersten drei Jahren der Bandgeschichte entstand die self-made CD Sonic Boom mit einer Demo-Single Auskopplung (All I Do & Pogo In The Sky). Von Beginn an spielte die Band Auftritte Rhein-Main-Gebiet und konnte die Auftrittsfrequenz mit diesen Proberaum-Demos weiter ausbauen.
2005–2006Darts & Hearts
Mit der EP Darts & Hearts erschien 2005 das Studiodebüt der Band. Mit der EP konnte sich die Band regional weiter etablieren und erhielt gute Kritiken. Produziert wurde die CD von Christian Maier und Crayfish in den Phonobank Studios in Frankfurt. Die Auflage von 500 Stück war alsbald ausverkauft, die Exemplare sind bis heute selten.
2007Grand Escape
Mit Grand Escape legte die Band 2007 eine weitere EP nach, die von Christian Moos gemeinsam mit Crayfish in Krefeld in den Spacelab Studios produziert wurde. Zur Veröffentlichung der CD startete die erste Deutschland-Tour, die durch die ganze Republik führte. Aufgrund der größeren Auflage verkaufte sich Grand Escape besser als der Vorgänger Darts & Hearts.
2008Believe In Us
Das Album Believe In Us, benannt nach gleichnamigem Titelsong, entstand in Produktion von Corni Bartels (u. a. Killerpilze, Joachim Deutschland, Hackneyed) in den Münchner Weltraumstudios und wurde ebenfalls mit einer Deutschland-Tour beworben. Der geplante offizielle Handels-Release scheiterte am Ausstieg von Sänger Julian Emmerich, so dass ein Großteil der Auflage nicht in den Umlauf kam und die Exemplare bis heute selten sind.
2009Keep On Keepin’ On
Keep On Keepin’ On ist eine überarbeitete und von Sänger Fabian Fink komplett neu eingesungene Edition des Albums Believe In Us. Die LP wurde anschließend über Cargo Records offiziell in Deutschland, Österreich und der Schweiz veröffentlicht und gilt deswegen als Debüt-Album der Gruppe. Als erste Auskopplung wurde der Song Watching Me gewählt, später folgte Believe In Us als zweite Single. Im Rahmen der Veröffentlichung spielen Crayfish die dritte große Deutschland-Tour. Mit neuem Sänger und der Vorstellung der ersten Single bei The Dome knüpfte mit bundesweiten Konzerten vor großen Zuschauerzahlen bei bekannten Festivals und in namhaften Clubs weiter daran an.
2010Sticky Sweet Sins
Das Studioalbum Sticky Sweet Sins, ebenfalls von Corni Bartels in München produziert, ist das zweite offizielle Album der Band. Erstmals arbeiteten Crayfish mit Songwritern zusammen, dies betraf aber nur drei Songs des Albums. Unter anderem wurde die Auskopplung Broken Bridge gemeinsam mit den schwedischen Top-Songwritern Anders Wiktrom und Lars Manson komponiert und getextet. Das CD-Intro entstand in Zusammenarbeit mit dem Künstler Ged Hall, der auch den Schriftzug der CD zeichnete.
Das Album ist erstmals ein Konzeptalbum, genau wie der CD-Titel enthalten alle Songtitel der LP Alliterationen.
Die Single Broken Bridge stieg in der VÖ-Woche von null auf Platz zehn der Singlecharts ein. Dieser Erfolg brachte erneut ein hohes Medieninteresse mit sich. Broken Bridge wurde ebenfalls auf allen großen Radio-Stationen der Bundesrepublik gespielt.
Gitarrist Moritz Maier hat den Schriftzug des Albums flächig auf die Brust tätowiert.
Wenige Monate nach der Veröffentlichung des Albums erhielt die Band den kulturellen Förderpreis ihrer Heimatstadt Langen.
2011Angelic Harmonies
Im zehnten Jahr der Bandgeschichte veröffentlichten Crayfish erstmals ein Unplugged-Album. „Angelic Harmonies“ ist eine Fortsetzung des Albums „Sticky Sweet Sins“ und enthält zum Großteil identisches Songmaterial, ergänzt durch die neuen Songs „Setting Salis“ und „Minus Myself“. Alle Songs wurden neu arrangiert und mit akustischen Instrumenten eingespielt. Produziert ist das Album von der Band selbst, Andreas Schlegel übernahm den Mix.
Zu „Minus Myself“ erschien 2012 ein Musikvideo.
Die „Angelic Harmonies“ sind auf 1000 Exemplare limitiert und einzeln nummeriert. Die Veröffentlichung wurde mit einer Kneipentour durch Hessen besungen.

## Diskografie

### EPs
- 2005: Darts & Hearts
- 2007: Grand Escape

### Alben
- 2008: Believe In Us
- 2009: Keep On Keepin’ On
- 2010: Sticky Sweet Sins
- 2011: Angelic Harmonies

### Singles
- 2009: Watching Me
- 2009: Believe In Us
- 2010: Broken Bridge
- 2011: Minus Myself
- 2012: Hangover (by Taio Cruz)

### Sampler
- 2004: Nahbereich Live
- 2006: Hitpack Fresh Vol. 7
- 2006: Hitpack New Rock Vol. 1
- 2006: Inhuman vs. Crayfish
- 2007: AOK Hits 2007
- 2009: TheDome Vol. 50 LE
- 2011: Köln Rockt

## Auszeichnungen
- Eine der zehn besten Schülerbands Deutschlands (BRAVO)
- Nominiert für den Mannheim Music Award[11]
- Zweiter Platz: Jack Daniels Bandcontest
- Erster Platz: You FM Night Bandcontest
- Kultureller Förderpreis der Stadt Langen (Nov. 2010)[12]